# Sir John Oldcastle

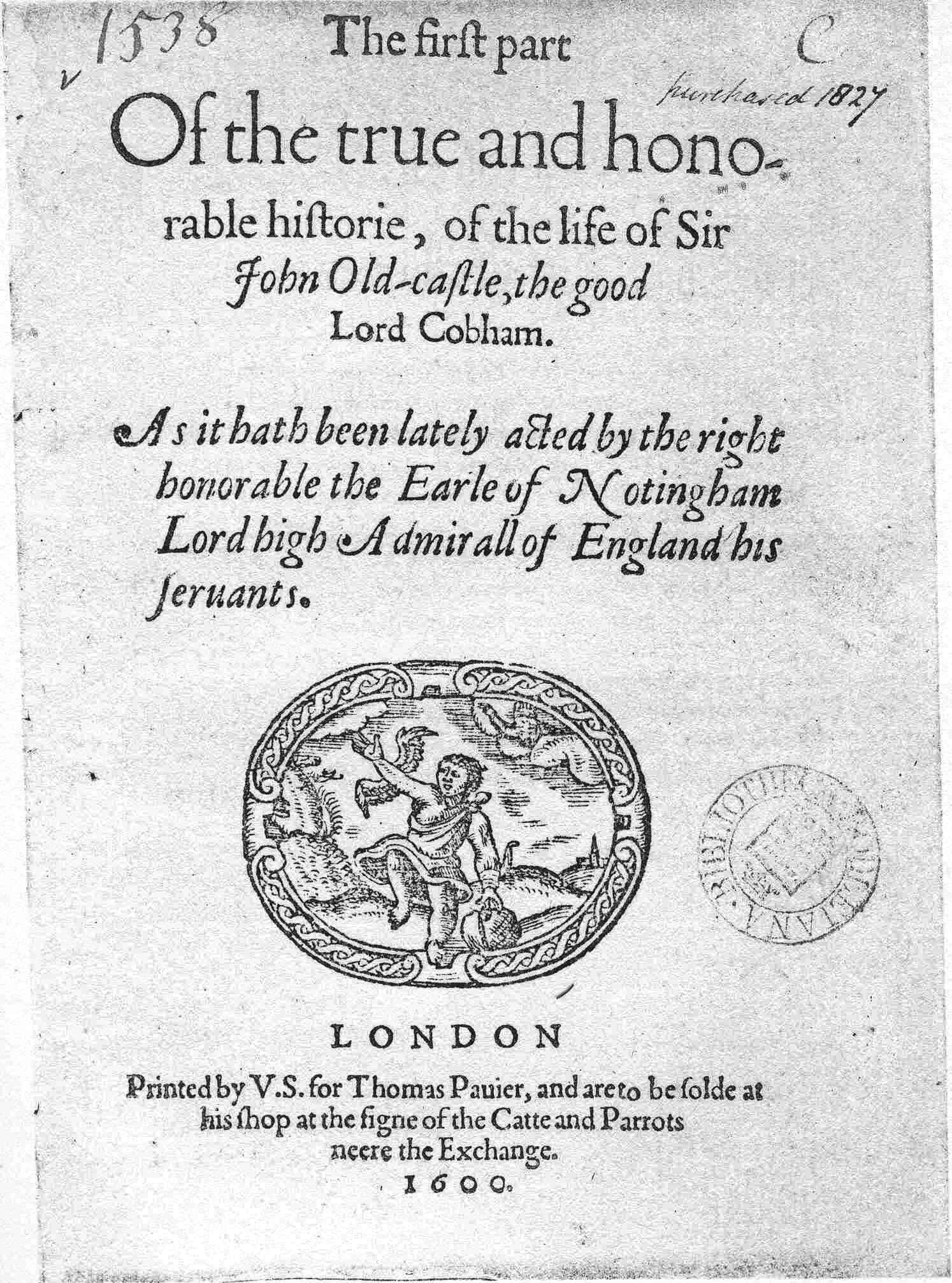
Página de título do primeiro quarto de Sir John Oldcastle (1600) impressa anonimamente

Sir John Oldcastle é uma peça do teatro isabelino sobre John Oldcastle, um controverso lollardista que, para os contemporâneos de William Shakespeare, era visto como um mártir proto-protestantista. 
A peça foi publicada originalmente anônima em 1600, impressa por Valentim Simmes para o livreiro Thomas Pavier. Em 1619, uma nova edição atribuía à Shakespeare a autoria do texto . O diário de Philip Henslowe diz que a peça fora escrita por Anthony Munday, por Michael Drayton, por Richard Hathwaye e por Robert Wilson. 